# Zuidelijk Schiereiland
Het Zuidelijk Schiereiland is een schiereiland van het eiland Sulawesi in Indonesië en ligt in de provincie Zuid-Sulawesi. Het ligt in het zuiden van het eiland tussen de Golf van Bone in het oosten en de Javazee in het westen.
De grootste plaats op het schiereiland is de stad Makassar en ongeveer 45% van de bevolking van het eiland leeft op dit schiereiland.